# Al Oerter
Alfred "Al" Adolf Oerter Jr., född 19 september 1936 i Astoria, Queens, New York, död 1 oktober 2007 i Fort Myers, Florida, var en amerikansk diskuskastare. Guldmedaljör i fyra olympiska spel i följd: Melbourne 1956, Rom 1960, Tokyo 1964 och Mexico City 1968. En femte OS-start i OS i Moskva 1980 kunde inte genomföras på grund av USA:s bojkott enär Sovjetunionen invaderat Afghanistan. Ett sjätte försök i Los Angeles 1984, vid 48 års ålder, spolierades av en brusten hälsena. Oerters årsbästaresultat under 1983 hade räckt till OS-seger 1984.